# العلم البوذي

العلم البوذي

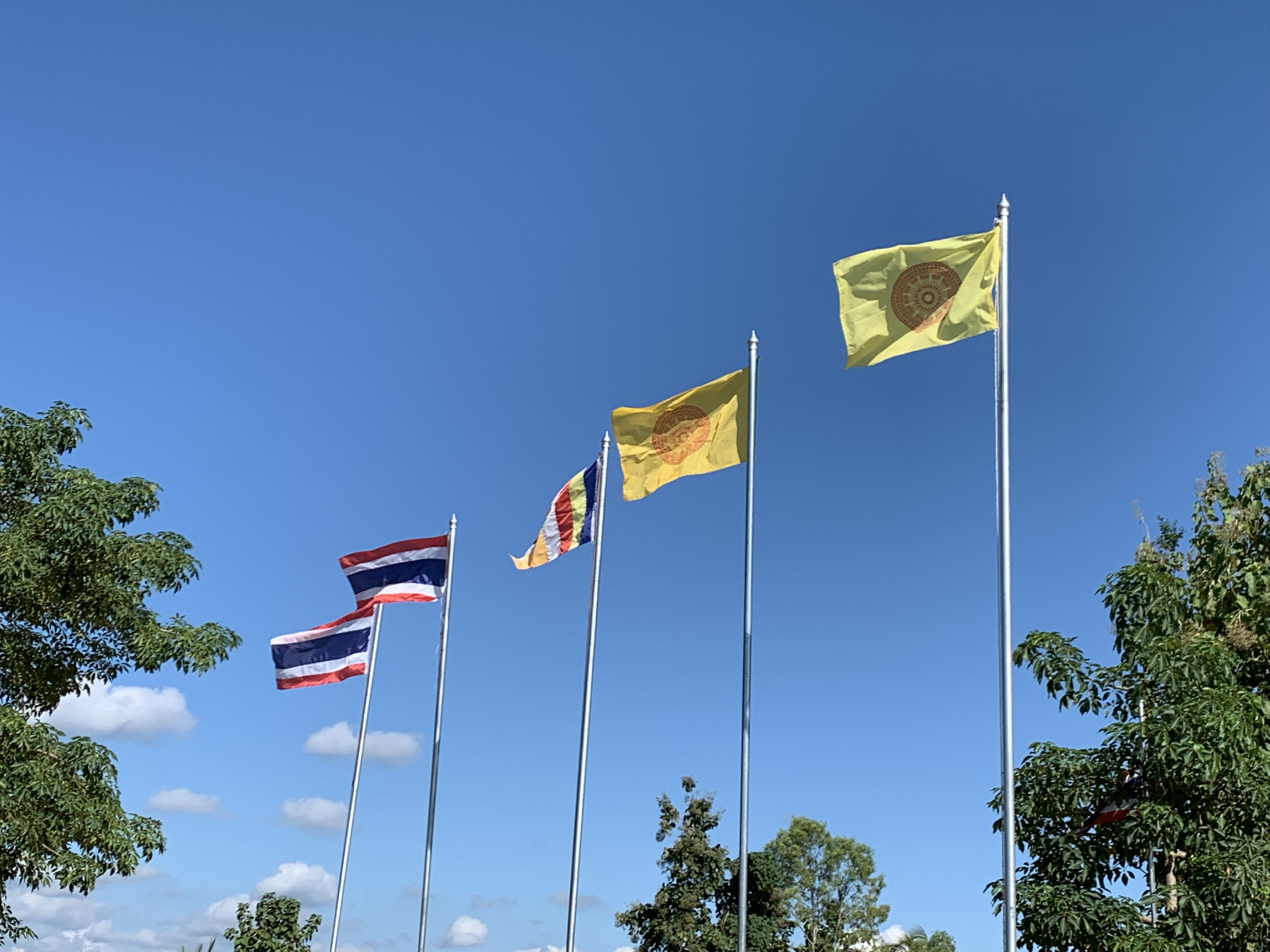
العلم البوذي بجانب أعلام دارماشاكرا (العلم البوذي التايلاندي) والأعلام التايلاندية في وات هيرانياوات، تايلاند

العلم البوذي هو علم تم تصميمه في أواخر القرن التاسع عشر كرمز عالمي للبوذية.  تمثل الأشرطة الستة الرأسية للعلم الألوان الخمسة للهالة التي يعتقد البوذيون أنها انبعثت من جسد بوذا عندما بلغ التنوير.

## تاريخ

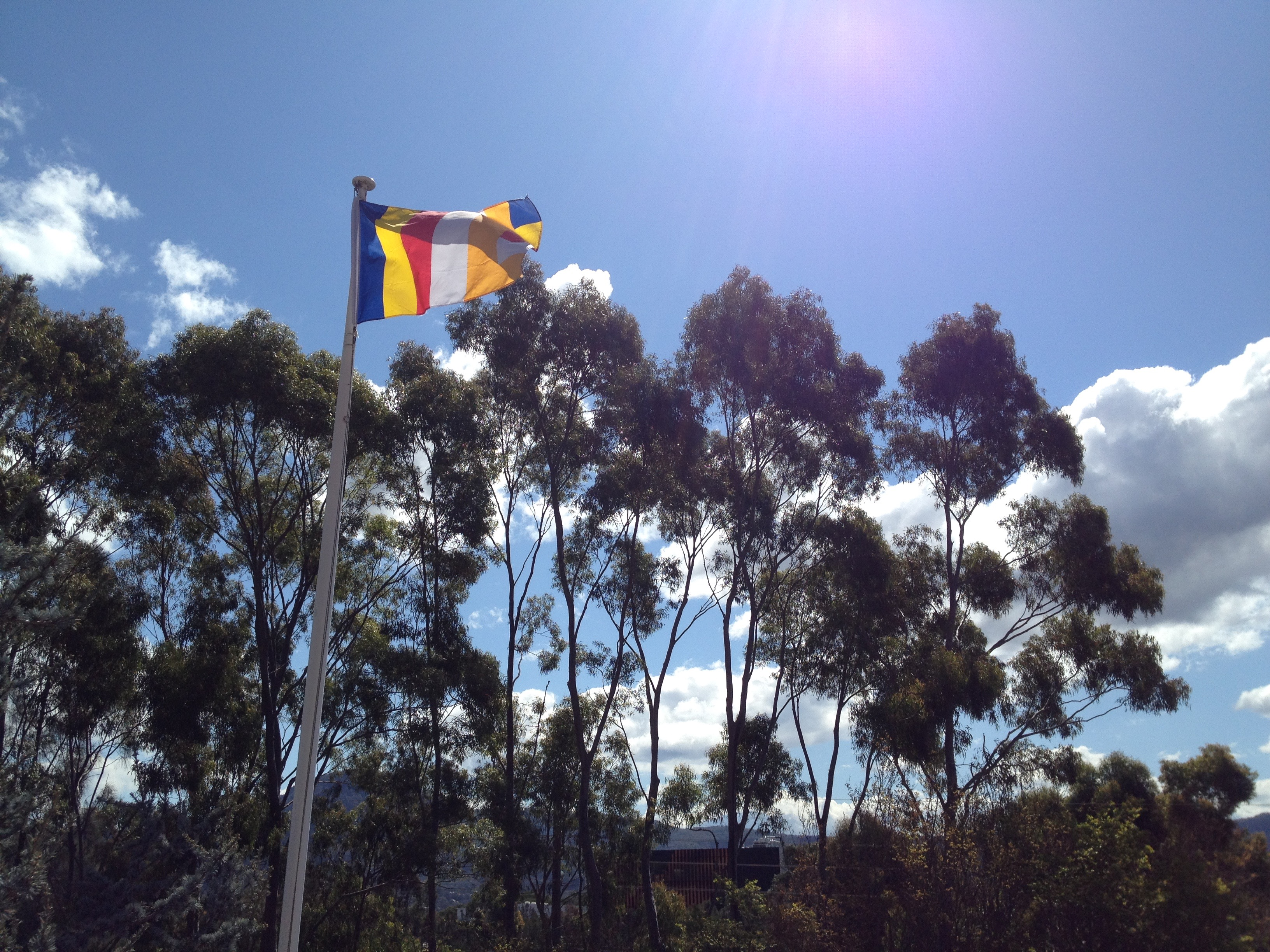
العلم البوذي يرفرف في معبد نان تيان، ولونجونج، أستراليا

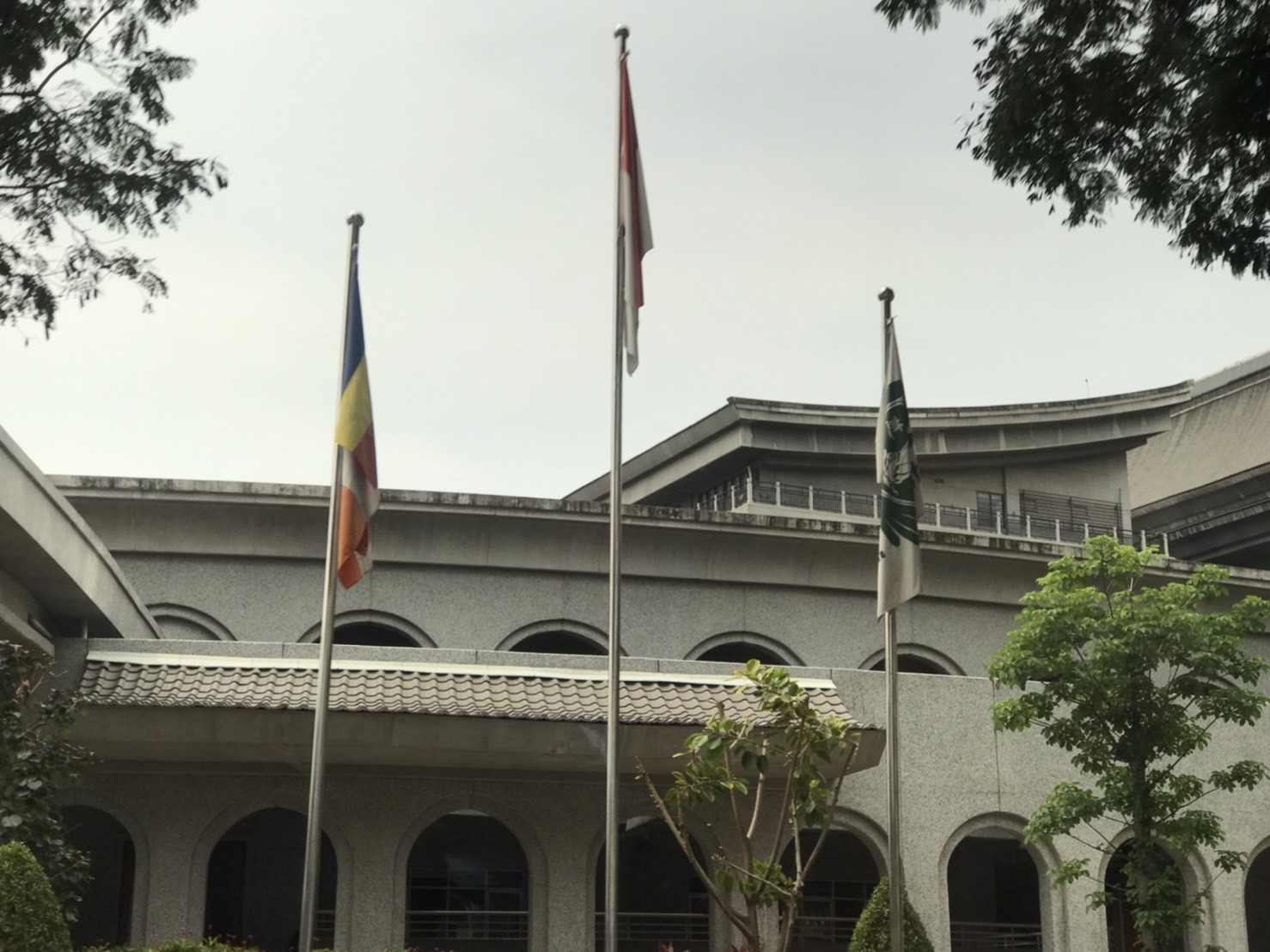
العلم البوذي يرفرف جنبًا إلى جنب مع علم إندونيسيا وعلم منظمة تسي تشي، في مدرسة تسي تشي في بانتاي إنداه كابوك، شمال جاكرتا، إندونيسيا

تم تصميم العلم في الأصل في عام 1885 من قبل لجنة كولومبو، في كولومبو، سيلان (سريلانكا حاليًا). وتكونت اللجنة من: هيكادوي سري سومانجالا ثيرا (رئيسًا)، ميجيتوات جوناناندا ثيرا، دون كاروليس هيوافيثارانا، أنديريس بيريرا دارماغوناواردهانا، تشارلز دي سيلفا، بيتر دي أبرو، ويليام دي أبرو، ويليام فرناندو، إن إس. فرناندو وكاروليس بوجيثا جوناواردينا (سكرتير) 
رفع العلم علنًا لأول مرة في يوم فيساك، 28 مايو 1885  في ديبادوتاماراما، كوتاهينا، من قبل ميجيتوات جوناناندا ثيرا.  كان هذا أول عيد فيساك عام في ظل الحكم البريطاني. 
اعتبر العقيد هنري ستيل أولكوت، وهو صحفي أمريكي ومؤسس وأول رئيس للجمعية الثيوصوفية، أن شكل العلم الطويل المتدلي غير ملائم للاستخدام العام. ولذلك اقترح تعديله بحيث يكون بحجم وشكل الأعلام الوطنية. 
في عام 1889، تم تقديم العلم المعدل إلى اليابان بواسطة أناجاريكا دارمابالا وأولكوت -الذين قدموه إلى الإمبراطور ميجي ثم إلى بورما بعد ذلك. 
في مؤتمر زمالة البوذيين العالمية عام 1950، تم اعتماد علم البوذيين باعتباره العلم البوذي الدولي. 

## الألوان
تمثل الأشرطة الستة الرأسية للعلم الألوان الستة للهالة التي يعتقد البوذيون أنها انبعثت من جسد بوذا عندما بلغ التنوير:  
- الأزرق: روح الرحمة العالمية
- الأصفر: الطريق الأوسط
- الأحمر: بركات الممارسة - الإنجاز والحكمة والفضيلة والثروة والكرامة
- الأبيض: نقاء الدارما – يؤدي إلى التحرر والخلود
- البرتقالي أو القرمزي: حكمة تعاليم بوذا

يتكون الشريط العمودي السادس، من مزيج من الأشرطة المستطيلة للألوان الخمسة الأخرى، ويمثل مركبًا من هذه الألوان في طيف الهالة. ويشار إلى هذا اللون المركب الجديد باسم حقيقة تعاليم بوذا أو بابهاسارا.

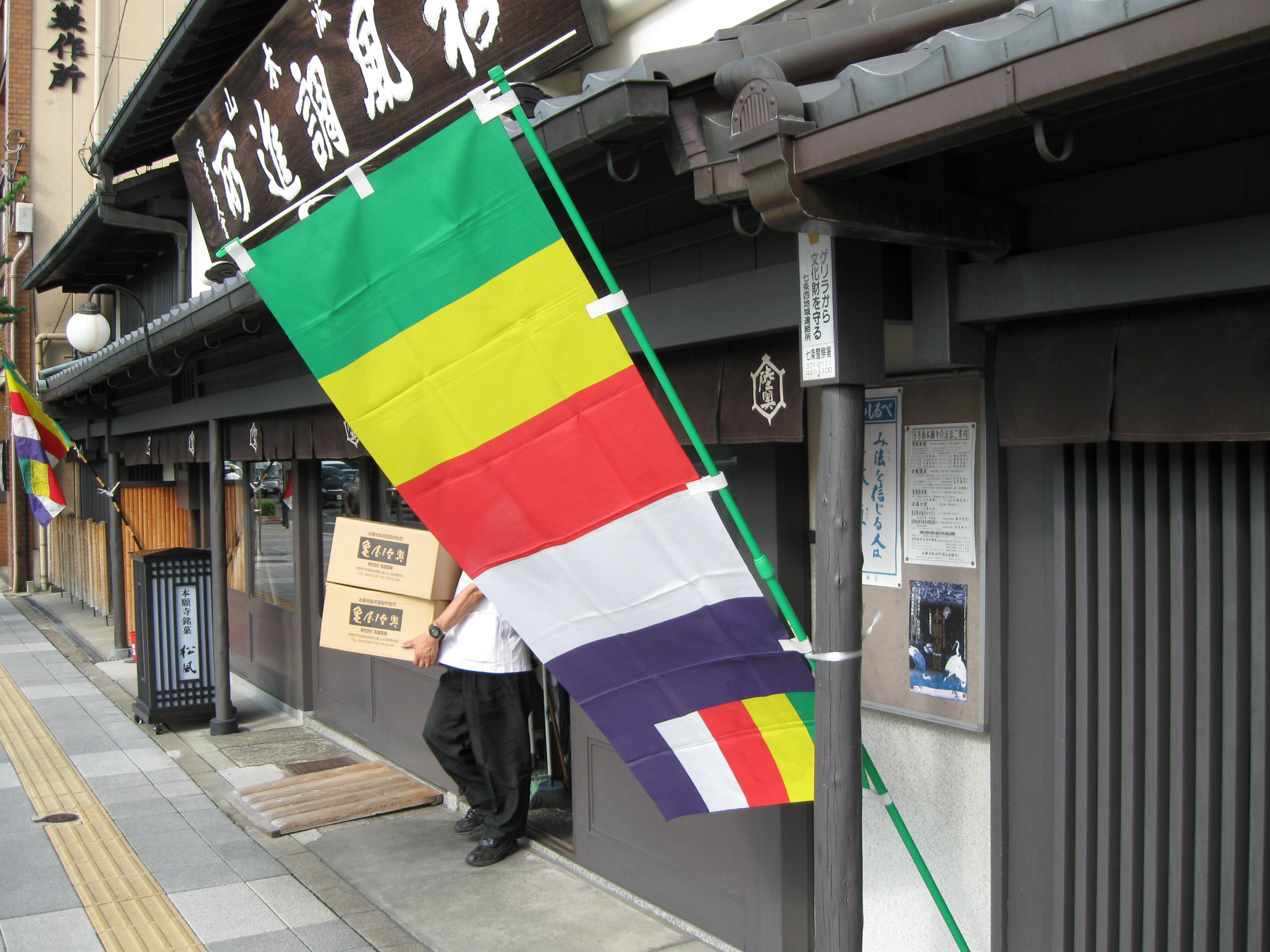
النسخة اليابانية من العلم في كيوتو

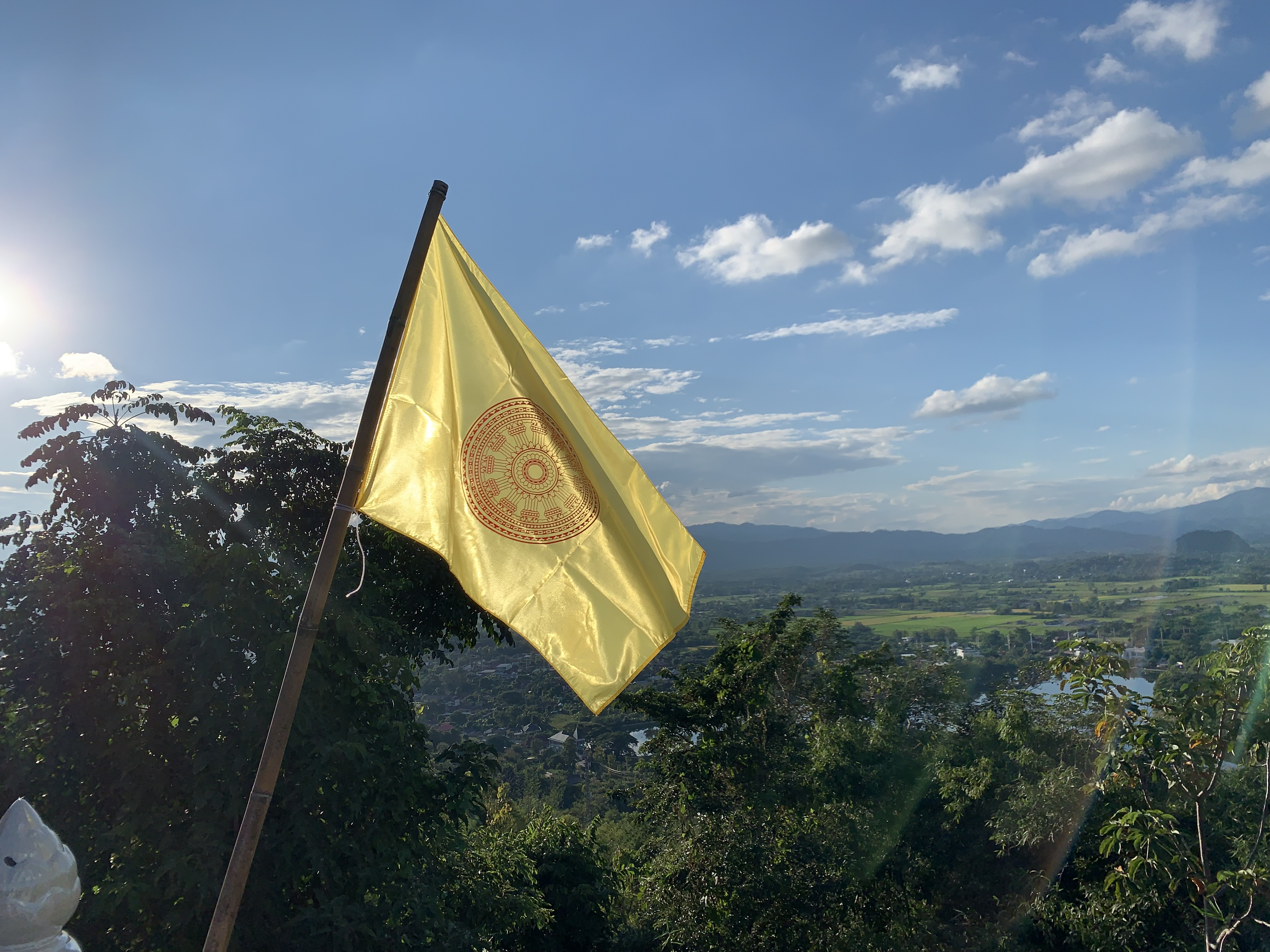
علم دارماشاكرا، رمز البوذية في تايلاند

## النسخ
- يتم تفسير لون البرتقالي باللون الوردي [8] في ميانمار، وهي دولة بوذية ثيرافادا.
- في اليابان، يوجد علم بوذي تقليدي له ألوان مختلفة ولكن يتم دمجه في بعض الأحيان مع تصميم العلم الدولي لتمثيل التعاون الدولي.
- في التبت، تمثل ألوان الخطوط الألوان المختلفة للثياب البوذية الموحدة بشكل شامل في راية واحدة. تكون الملابس الرهبانية التبتية باللون العنابي، لذلك غالبًا ما يتم استبدال الخطوط البرتقالية في التصميم الأصلي باللون العنابي.
- يستبدل البوذيون التبتيون في نيبال الخطوط البرتقالية بخطوط باللون البرقوقي.
- يختار البوذيون الثيرافاديون في تايلاند استخدام العلم الأصفر مع دهاماكاكا حمراء؛ ويتم إقرانه أحيانًا بالعلم البوذي الدولي. تم اعتماده رسميًا في عام 1958 من قبل الرهبان البوذيين، وتم رفعه خارج المعابد إلى جانب العلم الوطني وفي المناسبات المهمة.

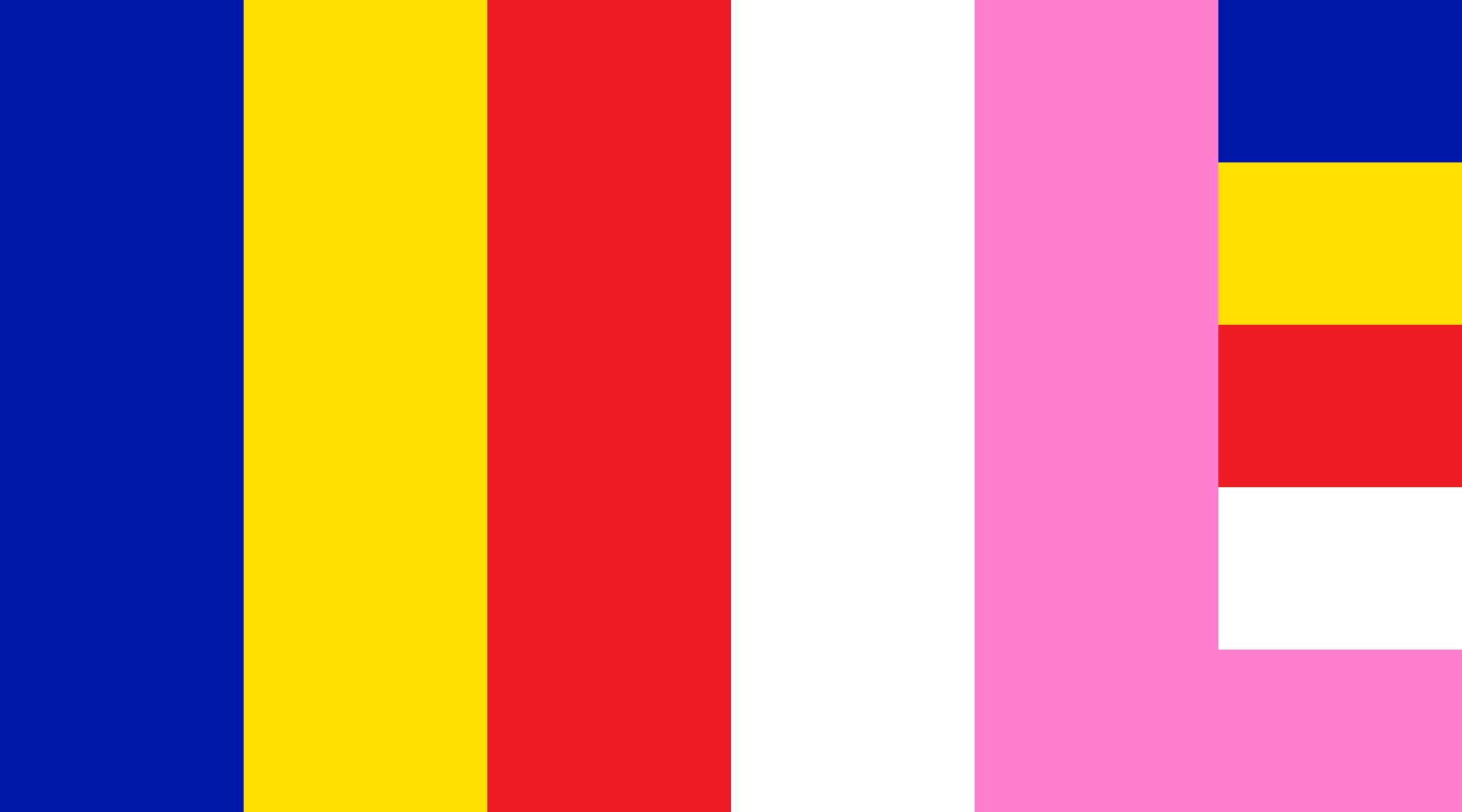
العلم البوذي البورمي
العلم البوذي التبتي
العلم البوذي النيبالي
العلم البوذي الياباني
نسخة شائعة مع دارماشاكرا
العلم البوذي اللاوسي
العلم البوذي التايلاندي
علم الصليب المعقوف البوذي الكوري
علم الكارما كاجيو
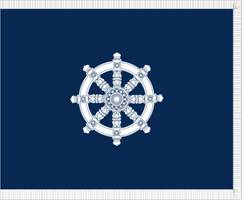
علم كنيسة الجيش الأمريكي
علم دارماويل الذي تستخدمه حركة الداليت البوذية

## حظر
في عام 1963، استند الرئيس الكاثوليكي لجنوب فيتنام نجو دينه ديم إلى قانون يحظر رفع أعلام غير أعلام الدولة، لمنع رفع العلم البوذي في يوم فيساك، بينما كانت أعلام الفاتيكان تُرفع عادة في المناسبات الحكومية. وقد أدى هذا إلى اندلاع الاحتجاجات، والتي انتهت بإطلاق النار المميت، مما أدى إلى اندلاع الأزمة البوذية. 

## روابط خارجية
- العلم البوذي في أعلام العالم
- الرموز البوذية العامة